# Skip Marley

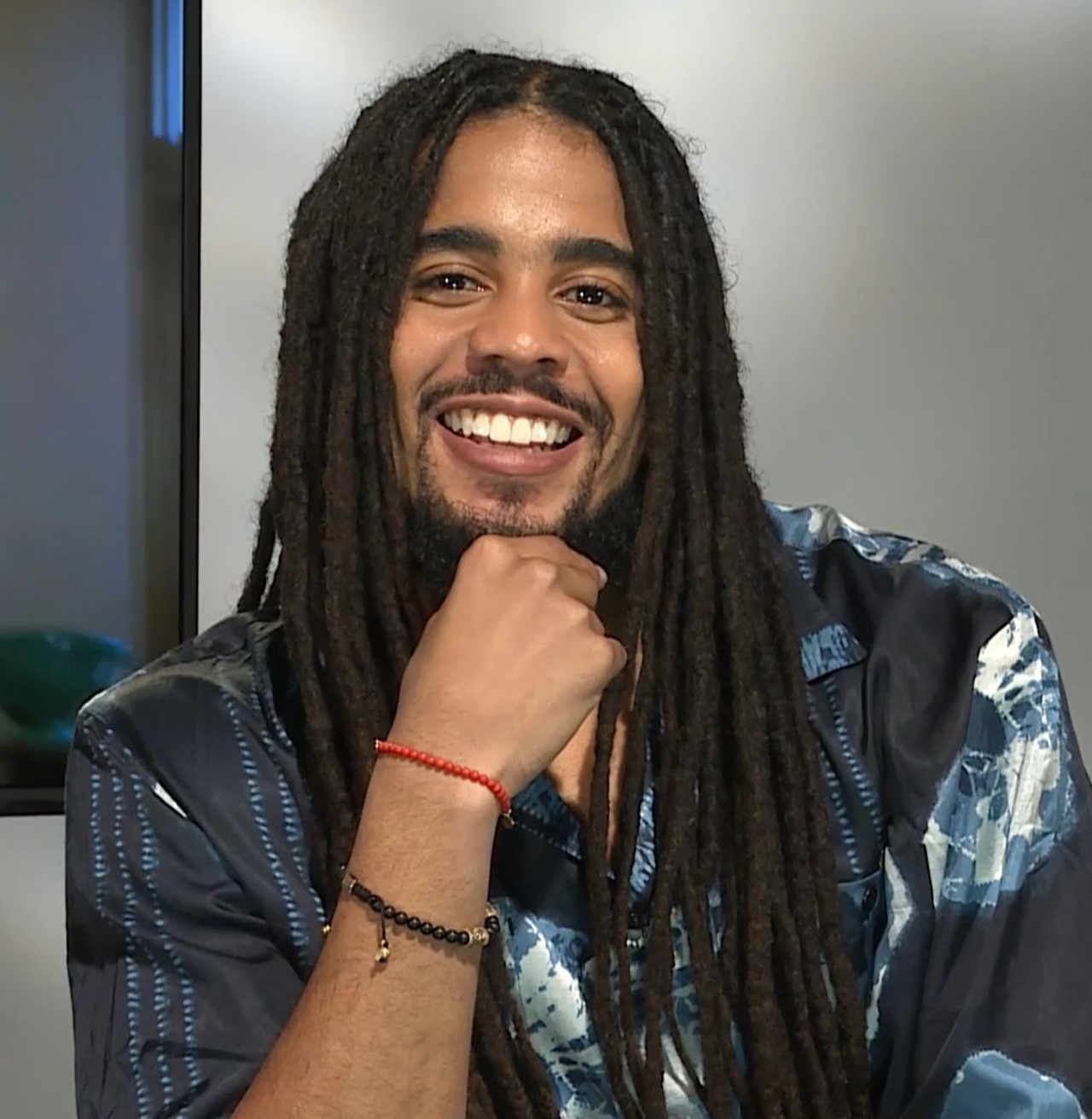
Skip Marley (2022)

Skip Marley (* 4. Juni 1996 in Kingston, Jamaika) ist ein jamaikanischer Sänger und Songwriter sowie Enkel Bob Marleys. Bekanntheit erlangte er hauptsächlich durch seine Zusammenarbeit mit Katy Perry an deren Song Chained to the Rhythm.

## Leben und Karriere
Marley wurde am 4. Juni 1996 als Sohn von Cedella Marley und David Minto in Kingston geboren und wuchs in Miami auf. Er brachte sich selbst das Spielen des Klaviers, des Schlagzeuges, der Gitarre und des Basses bei.
Im Jahr 2015 veröffentlichte Marley seine ersten beiden Singles Cry to Me und Life, die er unter dem Label Tuff Gong, welches von seinem Großvater Bob Marley gegründet wurde, veröffentlichte. Daraufhin ging er gemeinsam mit seinen Onkeln Stephen Marley und Damian Marley auf Tour.
Anfang 2017 unterschrieb Marley einen Plattenvertrag bei Island Records und veröffentlichte seine Debütsingle Lions im Februar 2017.
Im selben Monat wurde die Single Chained to the Rhythm von Katy Perry veröffentlicht, bei welcher Marley den Text mitverfasste und eine Strophe singt.

## Diskografie
Singles
- 2015: Cry to Me
- 2015: Life
- 2017: Lions
- 2017: Calm Down
- 2017: Refugee
- 2017: Cruel World (mit SeeB)
- 2019: That’s Not True (feat. Damian Marley)
- 2019: Enemy
- 2019: Slow Down (feat. H.E.R., US: Gold)
- 2022: Jane (mit Ayra Starr)

Gastbeiträge
- 2017: Chained to the Rhythm (Katy Perry feat. Skip Marley)
- 2019: Can’t Take It from Me (Major Lazer feat. Skip Marley)
- 2019: All I Am (Zhavia feat. Skip Marley)
- 2020: One World, One Prayer (als Teil von The Wailers)